# 华盛顿与李大学
华盛顿与李大学（英語：Washington and Lee University）是一所位于美国弗吉尼亚州萊辛頓的私立文理大學。大学创始于1749年，现名来自美国国父乔治·华盛顿和美利坚联盟国军队总司令、该大学校长罗伯特·E·李。

## 歷史
华盛顿与李大学的历史可以追溯到1749年由蘇格蘭-爱尔兰移民建立的奥古斯塔学院（Augusta Academy），原址在現職以北20英里（32）處，1776年受革命热情影响更名为自由大厦（Liberty Hall）。1780年再次更名为自由大厦学院（Liberty Hall Academy）并搬迁至列克星敦，1785年頒發第一個學士學位證書。1796年，美国总统乔治·华盛顿向学校捐赠了20000美元股票，挽救了濒临破产的学校。为了表达敬意，学校董事会决定将学校更名为华盛顿学院（Washington Academy）。美国南北战争结束后，1865年，前美利坚联盟国军队总司令罗伯特·E·李开始担任学校校长直至1870年去世。学校最终更名为华盛顿与李大学。

## 校區

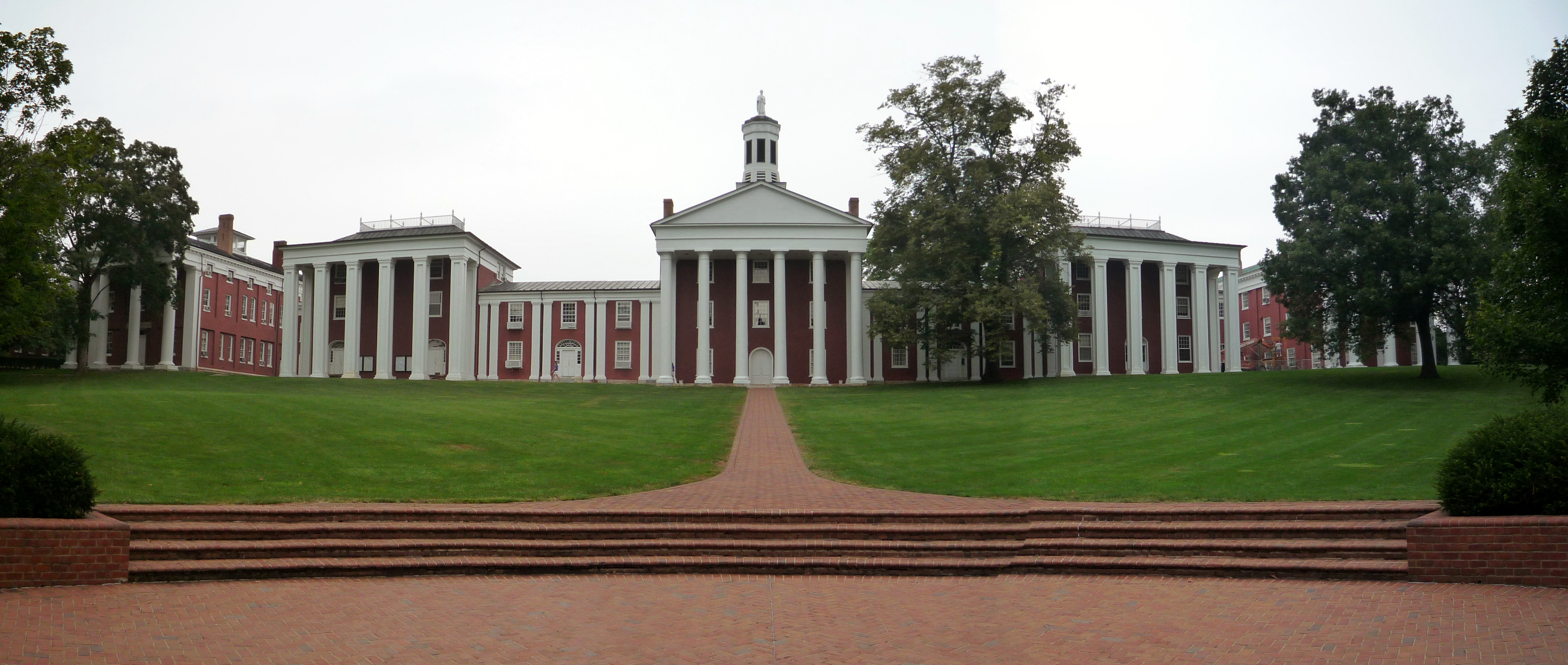
大學建築，從左到右依次為Newcomb Hall、Payne Hall、Washington Hall（正中）、Robinson Hall、Tucker Hall

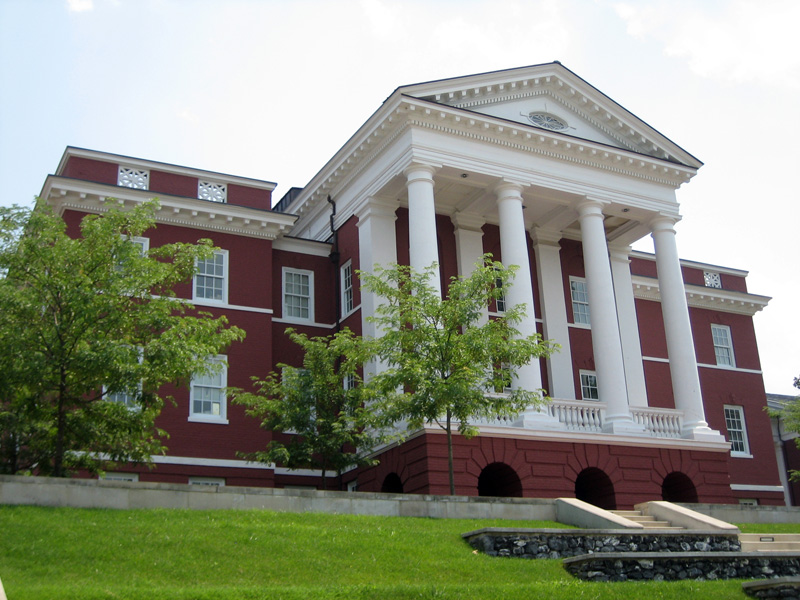
Reid Hall

校區中央是殖民時代遺留下來的磚砌建築，為美國国家历史名勝，其中的Lee Chapel更被單獨指定為國家歷史地標。

## 學術
該大學規模較小，在學本科生約有2,000人，此外300多人就讀法學院。其2018年在全美文理學院中排在第10位，法學院則排在全國31位。
該大學下分三個學院，即The College（全部本科生第一年都就讀於此）、威廉姆斯商業、經濟和政治學院（Williams School of Commerce, Economics, and Politics）和法學院（School of Law），所提供的本科學位約40個，輔修學位約30個。2021年的錄取率為18.8%。

## 外部連結
- Official website（页面存档备份，存于）
- Official athletics website （页面存档备份，存于）
- . . 1879.
- Washington & Lee University, Lexington, Lexington, VA（页面存档备份，存于）: 1 photo at Historic American Buildings Survey
- Washington & Lee University, Washington Hall, Jefferson Street, Lexington, Lexington, VA（页面存档备份，存于）: 4 photos, 8 data pages, and 1 photo caption page at Historic American Buildings Survey
- Washington & Lee University, Lexington, Lexington, VA（页面存档备份，存于） at HABS